# Stanisław Wieroński
Stanisław Wieroński (ur. 29 lipca 1883 w Żółkwi, zm. 19 listopada 1958 w Krakowie) – generał brygady Wojska Polskiego.

## Życiorys
Syn Antoniego i Karoliny z Lipków. W 1902 ukończył naukę w Szkole Kadetów Piechoty w Łobzowie. Od sierpnia 1903 pełnił zawodową służbę wojskową w armii Austro-Węgier. Początkowo przydzielony do 11 pułku piechoty Obrony Krajowej stacjonującego w Jiczynie, w Czechach. W 1914 ukończył szkołę Korpusu Oficerów Sztabowych w Pradze. 
I wojnę światową rozpoczął w stopniu porucznika jako dowódca kompanii, a następnie zastępca dowódcy batalionu. Walczył kolejno na froncie: serbskim, rosyjskim i włoskim. W 1917 znalazł się na froncie włoskim nad Isonzo w obozie w Medeazza. Za walki na tym odcinku frontu został uhonorowany najwyższym odznaczeniem nadawanym w c. i k. armii - Krzyżem Rycerskim Orderu Wojennego Marii Teresy (189. promocja z 27 czerwca 1922). W toku dalszej służby aż do końca wojny pozostawał na stanowisku referenta do spraw broni maszynowej w dowództwie 28 Dywizji Piechoty. Po zakończeniu działań wojennych znalazł się w niewoli włoskiej toteż do Wojska Polskiego wstąpił dopiero 15 marca 1919.
W czasie wojen o niepodległość i granice Polski służył m.in. jako szef wydziału Dowództwa Okręgu Generalnego „Lublin”, szef sztabu Grupy gen. Karnickiego działającej na Wołyniu, szef sztabu 4 Dywizji Piechoty. 11 czerwca 1920 został zatwierdzony z dniem 1 kwietnia 1920 w stopniu podpułkownika, w piechocie, w grupie oficerów byłej armii austriacko-węgierskiej. Po 1920 pełnił szereg funkcji sztabowych. 3 maja 1922 został zweryfikowany w stopniu podpułkownika ze starszeństwem z 1 czerwca 1919 i 72. lokatą w korpusie oficerów piechoty. W latach 1922–1923 był słuchaczem Kursu Doszkolenia Wyższej Szkoły Wojennej w Warszawie. 18 maja 1923 Prezydent RP, „w sprostowaniu formalnych pomyłek w liście starszeństwa oficerów zawodowych” zatwierdził go w stopniu pułkownika ze starszeństwem z 1 czerwca 1919 i 120,5. lokatą w korpusie oficerów piechoty. 15 października 1923, po ukończeniu kursu, otrzymał dyplom naukowy oficera Sztabu Generalnego. Z dniem 17 grudnia 1923 został przydzielony do Generalnego Inspektoratu Piechoty na stanowisko I oficera sztabu. W 1924 rozpoczął służę w Ministerstwie Spraw Wojskowych na stanowisku szefa Wydziału Poborowego Departamentu I Piechoty. 9 lipca 1925 został mianowany szefem tego departamentu. W 1926 został urlopowany, a następnie czasowo przeniesiony do dyspozycji szefa Sztabu Generalnego. 14 października 1926 został mianowany dowódcą piechoty dywizyjnej 30 Dywizji Piechoty w Kobryniu. 17 marca 1927 Prezydent RP Ignacy Mościcki mianował go dowódcą 22 Dywizji Piechoty Górskiej w Przemyślu. 1 stycznia 1928 został awansowany na generała brygady ze starszeństwem z dniem 1 stycznia 1928 i 6. lokatą w korpusie generałów. 12 października 1934 Prezydent RP zwolnił go ze stanowiska dowódcy dywizji i z dniem 31 grudnia tego przeniósł w stan spoczynku. Po przejściu na emeryturę mieszkał w Krakowie.
Został osadnikiem wojskowym w osadzie Bystrzyca (gmina Ludwipol). Był członkiem oddziału Polskiego Białego Krzyża w Przemyślu.
Zmarł 19 listopada 1958 w Krakowie. Został pochowany na cmentarzu Rakowickim (kwatera Cc-4-16).

## Ordery i odznaczenia
- Krzyż Oficerski Orderu Odrodzenia Polski (2 maja 1923)[14][15][16]
- Krzyż Walecznych (trzykrotnie: 1922)[17]
- Złoty Krzyż Zasługi (10 listopada 1928)[18]
- Oficer Orderu Legii Honorowej (Francja)
- Kawaler Orderu Marii Teresy (Austro-Węgry)